# 2003-as Red Bull Air Race Világkupa
A 2003-as Red Bull Air Race Világkupa volt az első szezon a Red Bull Air Race történelmében. A 2003-as szezonban mindössze két futamot rendeztek, Ausztriában Zeltwegben és Magyarországon Budapesten ám a bajnokság értékelésébe csak az utóbbi számított. A pilóták versenyében a magyar Besenyei Péter lett a bajnok megelőzve a német Klaus Schrodtot és az amerikai Kirby Chamblisst.

## Versenynaptár
| 2003-as Red Bull Air Race Világkupa Versenynaptára | 2003-as Red Bull Air Race Világkupa Versenynaptára | 2003-as Red Bull Air Race Világkupa Versenynaptára | 2003-as Red Bull Air Race Világkupa Versenynaptára |
|                                                    | Dátum                                              | Helyszín                                           | Ország                                             |
| -------------------------------------------------- | -------------------------------------------------- | -------------------------------------------------- | -------------------------------------------------- |
| 1                                                  | Június 28.                                         | Zeltweg                                            | Ausztria                                           |
| 2                                                  | Július 26.                                         | Tököli repülőtér, Budapest                         | Magyarország                                       |

## Végeredmény
| A 2003-as Red Bull Air Race Világkupa végeredménye | A 2003-as Red Bull Air Race Világkupa végeredménye | A 2003-as Red Bull Air Race Világkupa végeredménye | A 2003-as Red Bull Air Race Világkupa végeredménye | A 2003-as Red Bull Air Race Világkupa végeredménye | A 2003-as Red Bull Air Race Világkupa végeredménye |
| Helyezés                                           | Pilota                                             | Csapat                                             | AUT                                                | HUN                                                | Pontszám                                           |
| -------------------------------------------------- | -------------------------------------------------- | -------------------------------------------------- | -------------------------------------------------- | -------------------------------------------------- | -------------------------------------------------- |
| 1                                                  | Besenyei Péter                                     | Red Bull                                           | 1                                                  | 1                                                  | 6                                                  |
| 2                                                  | Klaus Schrodt                                      | betandwin                                          | Hn                                                 | 2                                                  | 5                                                  |
| 3                                                  | Kirby Chambliss                                    | Red Bull                                           |                                                    | 3                                                  | 4                                                  |
| Hn                                                 | Jurgis Kairys                                      | Kairys                                             | 2                                                  |                                                    | 0                                                  |
| Hn                                                 | Paul Bonhomme                                      | Bonhomme                                           | 3                                                  |                                                    | 0                                                  |
| Hn                                                 | Steve Jones                                        | Jones                                              | Hn                                                 |                                                    | 0                                                  |
| Hn                                                 | Alejandro Maclean                                  | Maclean                                            | Hn                                                 |                                                    | 0                                                  |

Magyarázat:
- Hn: nincs osztályozva

## Repülőgépek
| Extra 300L | Extra Flugzeugbau   | Besenyei Péter                |
| Extra 300S | Extra Flugzeugbau   | Klaus Schrodt                 |
| Szu–26M    | Szuhoj Tervezőiroda | Paul Bonhomme Jurgis Kairys   |
| Szu–31     | Szuhoj Tervezőiroda | Alejandro Maclean Steve Jones |